# The Ultimate Incantation
The Ultimate Incantation è il primo album dei Vader, pubblicato nel 1992 dalla Earache Records. Il 28 dicembre 2017, in occasione dei 25 anni di pubblicazione dell'album, è stata pubblicata un'intera ri-registrazione dell'album con il titolo Dark Age.

## Tracce
1. Creation – 1:30
2. Dark Age – 4:40
3. Vicious Circle – 2:53
4. The Crucified Ones – 3:36
5. The Final Massacre – 4:54
6. Testimony – 4:01
7. Reign Carrion – 6:49
8. Chaos – 4:27
9. One Step to Salvation – 3:48
10. Demon's Wind – 4:27
11. Decapitated Saints – 2:28
12. Breath of Centuries – 4:51

## Formazione
- Piotr "Peter" Wiwczarek - chitarra, basso, voce
- Krzysztof "Docent" Raczkowski − batteria